# El Perich
Jaume Perich Escala, popularmente conocido como El Perich (Barcelona, 5 de noviembre de 1941-Mataró, 1 de febrero de 1995), fue un escritor, dibujante y humorista español. Fue también traductor de series francesas como Astérix el Galo, El Teniente Blueberry y Aquiles Talón, entre otras.

## Biografía
Nació el 5 de noviembre de 1941 en la calle Aragón, en el distrito del Ensanche de Barcelona, en el seno de una familia de clase media baja. Hizo sus estudios en colegios de curas, lo cual, según confesión propia, le acabaría facilitando el hacerse ateo. Fue hijo único y un niño enfermizo, lo que le permitió pasar largas temporadas en cama leyendo tebeos y novelas de aventuras, formación que, años más tarde, le permitiría desarrollar su carrera. Ya de niño, confeccionaba sus propios tebeos que alquilaba a sus compañeros por 0,50 pesetas la lectura.
Acabado el Bachillerato, se vio obligado a ponerse a trabajar, siendo contratado en RENFE como dibujante de planos, con un sueldo de 1500 pesetas. A pesar de ello, siguió desarrollando su vocación de dibujante de humor y en 1959 le publicaron su primer dibujo en la revista Pepe Cola. A partir de esa fecha, seguiría intentando publicar sus trabajos y desarrollando su estilo, incluso durante su servicio militar en Ceuta, donde inició un "periódico mural" de humor. En 1964 entró como redactor de la ahora desaparecida editorial Bruguera, donde se publicaban revistas de humor como Pulgarcito, el DDT, Can Can, Tío Vivo, etc. En 1966, junto con dos compañeros, comenzó a publicar humor en la prensa diaria, concretamente en Solidaridad Nacional. Un año después, ya en solitario, pasaría a El Correo Catalán, donde se le exigirían dos chistes diarios y sería responsable de las antologías de humoristas locales y mundiales. Allí publicaría los jueves la sección Perich Match, a partir de cuyos dibujos saldría en 1970 una antología en catalán, con prólogo de Joan de Sagarra, y, en 1971, otra antología ampliada en castellano, con el mismo prólogo y una "Introducción" de Román Gubern. Posteriormente pasaría a trabajar en La Vanguardia, donde le permitieron publicar también, simultáneamente, en el diario de la tarde Tele/eXpres. Más adelante, publicaría también en La Voz de Galicia, Diario de Navarra, El Periódico de Cataluña. Ayudó a producir la revista Bang! En 1974 explicó su estilo se basaba en reducir al mínimo el dibujo, porque este era un medio para trasladar un mensaje.
En sus inicios, tomó como principales referencias artísticas a los dibujantes Siné y Chumy Chúmez, así como al semanario de humor francés Hara-Kiri. En 1971 escribió Autopista (título paródico del libro Camino de José María Escrivá de Balaguer), con prólogo de Luis Carandell, recopilación de aforismos, frases cortas y juegos de palabras más o menos políticas aparecidas en periódicos y se convirtió en el libro más vendido del año. Luego publicó otros 20 libros de características semejantes, destacando entre ellos los de la serie Noticias del 5º Canal.
Fue miembro fundador de la célebre revista Hermano Lobo (1972). Posteriormente creó y codirigió junto con Manuel Vázquez Montalbán, Juan Marsé y Forges la revista política Por Favor, también publicó sus trabajos en Muchas Gracias y, finalmente, en la revista satírica El Jueves.
En el prólogo a su libro Diálogos entre el poder y el no poder, Juan Marsé lo describía así bajo el título "Apunte del natural": 

Si vistiera de otro modo, si se comportara de otro modo, su imagen bien podría haber sido la de un cortés caballero de aire envainado, con los rasgos severos, la tez pálida, el pelo negro y lacio, los ojos somnolientos de ironía y la palabra incisiva, de una precisión tal vez molesta. Pero este señor viste -y, sobre todo, piensa y actúa- como para arrimar el hombro a algo, como sabiendo que va a sudar la camisa, que hemos venido a este mundo a sufrir. De estatura mediana tirando a alto -o quizá solo sugiriendo altura: simplemente cargado de hombros-, recio pero no desprovisto de cansina esbeltez, con un aire de cow-boy en paro enroscado en sus caderas, hay en su andar silencioso una como retardada reflexión, un principio de éxtasis orgásmico. Se trata de una pereza medular de indefinible olor sexual, quizá una simple fatiga de hígado o de bronquios maltratados. La fuerza atlética, por cotidiana y tenaz, de su dibujo, no fluye exactamente de su lápiz (como la fuerza de Santana no fluía de su raqueta sino de su muñeca puñetera, es decir, de su 'mala intención'). Hay una oscura parsimonia en su mano, una natural inclinación al palpo, y también en sus hombros altos, que él traslada de un lugar a otro con cierta pesadez y escepticismo, flotando siempre en una especie de tierra de nadie. Usa gafas y precisa verlo todo muy de cerca - especialmente los culos femeninos- pero extrañamente su fisonomía no sugiere vista cansada, sino hastiada. Es más: se trata de una cara con vocación de sordera. Hay efectivamente algo, en la somnolienta mirada tras las gafas, que está deseando no solo no ver, sino finalmente no 'oír' mas. Lo mismo que a sus zarrapastrosos monigotes, el ronda un aburrido gato o el espectro de un gato desdeñoso y gandul, y una vocacional condición carcelaria y perdularia se enreda en su barba espesa y sin lustre, afeitada de solemnidad, de retórica y de grandilocuencia. A juzgar por esta barbada negrura como polvorienta, se diría que dibuja a la luz de una vela, con la especial colaboración de Johnnie Walker. Alérgico al agua y a los ultras, se constipa con frecuencia.

Participó en numerosas exposiciones colectivas de humor en Francia, Italia, Portugal, Bélgica, Alemania y la mayoría de países hispanoamericanos. Igualmente, publicó en revistas extranjeras como Sorry (Italia), Satiricón (Argentina) o Pardon (Alemania). 
Contrajo matrimonio con Anna Berini, con la que tuvo una hija, Raquel. A lo largo de su vida, y tal y como se reflejó, en su obra, sintió una especial inclinación y vivió rodeado de gatos (Mao, Dixi, Fritz, Nina, Whisky, Olívia), que llegaron a conformar una "familia felina" complementaria de su "familia humana".
Falleció en Mataró, a los cincuenta y tres años de edad, víctima de una hemorragia intestinal. Fue incinerado el 3 de febrero de 1995.
En su memoria se creó el Premio Internacional de Humor Gat Perich que se otorga cada año en la localidad ampurdanesa de Llansá (Gerona) y al que asisten la inmensa mayoría de sus amigos y colegas de profesión.
En 2020, al cumplirse los veinticinco años de la muerte de Perich, se realizaron varios actos de homenaje. En enero se publicó el libro Un abric verd penicil·lina (Un abrigo verde penicilina), libro de memorias dibujadas sobre su Bachillerato en un colegio de curas. El libro fue publicado por Angle Editorial y el Ayuntamiento de Barcelona y editado por Kap, autor también del "Pròleg" (Prólogo), en el que explica que el proyecto del libro se encontraba en un "sobre con un centenar de hojas con anotaciones y dibujos", que comenzaba a amarillear, depositado como parte de la documentación legada tras su muerte por la familia al Archivo Histórico de la Ciudad de Barcelona. El proyecto también había aparecido ya en el libro póstumo Así lo vio todo el Perich, como parte de los documentos hallados en su archivo (cartas, notas a sus editores, anónimos, pensamientos y otros proyectos de libros que no llegó a publicar). El texto y los dibujos del libro se mantuvieron en castellano, con algunas adiciones del editor, aunque el título original se tradujo al catalán. En marzo se organizó una exposición en el Born CCM de Barcelona. La muestra Humor amb ulls de gat (Humor con ojos de gato) fue coproducida por el Archivo Histórico de la Ciudad de Barcelona y comisariada también por Kap. El mismo año se publicó también una reedición de su último libro, Els gats del Perich, aparecido por primera vez en 1995, poco después de su muerte y agotado hacía años.